# Kogia płaskonosa
Kogia płaskonosa, kaszalot płaskonosy (Kogia sima) – gatunek ssaka morskiego z rodziny kogiowatych (Kogiidae).

## Taksonomia
Gatunek po raz pierwszy zgodnie z zasadami nazewnictwa binominalnego opisał w 1866 roku brytyjski biolog i paleontolog Richard Owen nadając mu nazwę Physeter (Euphysetes) simus. Holotyp pochodził z Waltair, niedaleko Visakhapatnam, w stanie Andhra Pradesh, w Indiach. Okazami typowymi były samica (holotyp) schwytana 1 marca 1853 roku, samiec schwytany w 28 lutego 1853 roku oraz czaszka młodej samicy Muzeum Brytyjskiego. 
Ostatnie dowody genetyczne sugerują, że populacja z Oceanu Atlantyckiego różni się od K. sima z Oceanu Indyjskiego i Spokojnego. Autorzy Illustrated Checklist of the Mammals of the World uznają ten gatunek za monotypowy.

### Etymologia
- Kogia: etymologia niejasna, Gray nie wyjaśnił pochodzenia nazwy zwyczajowej; być może jest to zlatynizowana forma ang. codger „dziwak”. Może być również uhonorowaniem Turka podpisującego siebie jako „Cogia Effendi”, który obserwował wieloryby żyjące w Morzu Śródziemnym[12][13].
- sima: gr. σιμος simos „z zadartym nosem”[14].

## Zasięg występowania
Kogia płaskonosa występuje podobno głównie w tropikalnych, ale także umiarkowanych wodach Oceanu Atlantyckiego, Spokojnego i Indyjskiego; zapisy wyrzuconych na brzeg osobników koncentrują się na wybrzeżach Oceanu Atlantyckiego i Spokojnego w południowych Stanach Zjednoczonych, Południowej Afryki i południowej części wybrzeża Półwyspu Arabskiego; istnieje jeden zapis dla Morza Śródziemnego (Włochy). Dokładne rozmieszczenie w morzu nieznane.

## Morfologia
Długość ciała 200–270 cm; masa ciała 136–280 kg. Szacuje się, że noworodki osiągają długość ciała 95–110 cm przy ciężarze 14 kg. Posiada długie i zakrzywione zęby.

## Ekologia
Na morzu spotyka się go rzadko i informacje o nim pochodzą głównie z badań nad wyrzuconymi na brzeg okazami. Żywi się kałamarnicami i krabami. Należy do samotnych stworzeń, czasem widuje się go w małych grupach. 

## Status zagrożenia
W Czerwonej księdze gatunków zagrożonych Międzynarodowej Unii Ochrony Przyrody i Jej Zasobów został zaliczony do kategorii LC (ang. least concern „najmniejszej troski”).